# Straty odbiciowe
Straty odbiciowe (ang. return loss) – parametr odnoszący się do okablowania strukturalnego, określający wartość sygnału odbitego, co spowodowane jest niedopasowaniem (odbiciem) impedancji wzdłuż kanału transmisyjnego. Sygnał ten może być źródłem zakłóceń dla sygnału użytecznego, co jest bardzo istotne w przypadku transmisji w dwóch kierunkach jednocześnie (np. w technologii Ethernet 1000Base-T).
Tor transmisyjny zbudowany z kabla miedzianego o konstrukcji skrętki nie ma jednorodnej wartości impedancji. Każde zagięcie kabla, przesunięcie splotu par, rozciągnięcie kabla powoduje, że zmienia się jego impedancja. Poza tym impedancja kabla skrętkowego zależy od częstotliwości transmitowanych sygnałów.